# Obruchev (cráter)

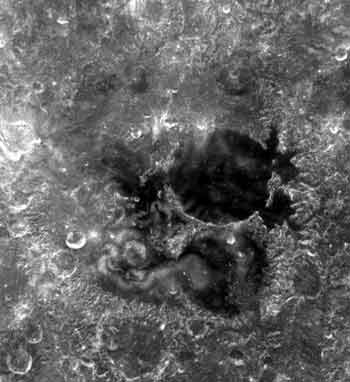
Mare Ingenii, con Obruchev al sur (centro-abajo)

Obruchev es un cráter de impacto integrado en la costa sur del Mare Ingenii, perteneciente a la cara oculta de la Luna. Menos de tres diámetros del cráter al sur de Obruchev se halla el cráter Chrétien, y aproximadamente a la misma distancia hacia el sureste aparece Oresme.
|  |

El borde exterior de este cráter ha sido fuertemente dañado y ahora forma un anillo irregular y rugoso alrededor de su interior. Se superpone parcialmente sobre el cráter satélite Obruchev M al sur, con un par de cráteres más pequeños en el borde occidental y la pared interior. El interior de Obruchev tiene algunas zonas desiguales, pero es relativamente plano y sin elevaciones cerca del centro.
Antes de ser denominado formalmente en 1970 por al UAI, era conocido como "Cráter 426".

## Cráteres satélite
Por convención estos elementos son identificados en los mapas lunares poniendo la letra en el lado del punto medio del cráter que está más cercano a Obruchev.
|          | \| Obruchev \| Coordenadas \| Diámetro \| \| -------- \| ------------------------------- \| -------- \| \| M \| 40°30′S 162°12′E / -40.5, 162.2 \| 46 km \| \| T \| 38°30′S 157°42′E / -38.5, 157.7 \| 21 km \| \| V \| 36°36′S 158°18′E / -36.6, 158.3 \| 39 km \| \| X \| 34°42′S 159°30′E / -34.7, 159.5 \| 18 km \| |          |
| Obruchev | Coordenadas | Diámetro |
| M        | 40°30′S 162°12′E / -40.5, 162.2 | 46 km    |
| T        | 38°30′S 157°42′E / -38.5, 157.7 | 21 km    |
| V        | 36°36′S 158°18′E / -36.6, 158.3 | 39 km    |
| X        | 34°42′S 159°30′E / -34.7, 159.5 | 18 km    |